# Tatort: Die Neue
Die Neue ist ein Fernsehfilm aus der Kriminalreihe Tatort der ARD und des ORF. Der am 29. Oktober 1989 erstmals ausgestrahlte Fernsehfilm ist der 224. Tatort und der erste Fall Lena Odenthals.

## Handlung
Die junge Kommissarin Lena Odenthal arbeitet seit kurzem im Sittendezernat von Ludwigshafen. Nachdem ein Serien-Vergewaltiger in der Stadt sein Unwesen treibt, soll sie helfen, den Mann zu fassen. Der Täter tritt stets maskiert auf und benutzt ein markantes Messer, um seine Opfer damit zu quälen. Zurückgelassene Zigarettenkippen und sichergestellte Blutspuren weisen auf einen Täter mit der Blutgruppe A hin. Mehr hat die Polizei bisher nicht in Erfahrung bringen können. Die Liste der in Frage kommenden vorbestraften Triebtäter ist überschaubar. Odenthal hofft, dass der Mann sich verrät, wenn er eines der Opfer wiedersieht. Daher sucht sie in Begleitung von Carmen Posniak, einem der Vergewaltigungsopfer, einen nach dem anderen der Verdächtigen auf – ohne Erfolg.  Da schlägt der Täter erneut zu, und dieses Mal endet der Überfall tödlich. So trifft Odenthal am Tatort auf Kommissar Seidel von der Mordkommission.
Da die Stelle der Leiterin der Mordkommission schon länger nicht besetzt ist, soll Odenthal ab sofort dieses Amt übernehmen.  Gemeinsam mit Seidel ermittelt sie. Für die Kommissarin ist der vorbestrafte Triebtäter Koslowski verdächtig, da er aggressiv reagierte, als sie ihn befragte. Aber sie kann keine konkreten Beweise gegen ihn finden. Auch Geissler, ein weiterer Verdächtiger, ist seit sechs Jahren unauffällig und hat ein relativ stabiles soziales Umfeld. Kandidat drei ist Appold. Er macht eine Therapie und erhält Hormon-Medikamente, die seinen Sexualtrieb schwächen sollen. Allerdings wird die Einnahme der Tabletten nicht kontrolliert.
Carmen Posniak fällt nach Tagen ein, dass der Täter ein Hörgerät getragen hatte. Dieser Hinweis deutet auf Appold, aber für einen Haftbefehl reicht das nicht. Odenthal lässt Appolds Freundin vorladen. Nun räumt sie ein, dass sie ihrem Freund ein falsches Alibi gegeben hat. Um Appold zu stellen, lässt Odenthal diesen  von seiner Freundin in ein Café bestellen, wo er von zivilen Polizeibeamten erwartet und nach einer kurzen Verfolgung auch verhaftet wird.

## Hintergrund
Mit Lena Odenthal übernahm nach Kommissarin Buchmüller (1978–1980) und Kommissarin Wiegand (1981–1988) erneut eine Frau die Hauptrolle in der Tatortreihe. Damit sind die Folgen des Südwestrundfunk (SWR) bzw. Südwestfunk (SWF) in Rheinland-Pfalz die einzigen, die durchweg mit Kommissarinnen besetzt waren und sind.

## Kritik
Die Kritiker der Fernsehzeitschrift TV Spielfilm bewerteten diesen Tatort 15 Jahre nach der Erstausstrahlung. Sie vergaben  nur eine mittlere Wertung (Daumen zur Seite) und stellten fest: „Derart gefährliche Jobs macht Ulrike Folkerts als dienstälteste ‚Tatort‘-Kommissarin nun schon seit fünfzehn Jahren. Beförderung: nicht in Sicht.“ Fazit: „Die ‚Neue‘ ist noch in der Probezeit.“

## Buch zum Film
Martin Baresch (unter dem Pseudonym Emma Haug): Tatort: Die Neue, ein Fall der Kommissarin Lena Odenthal, Co-Autor: Norbert Ehry, Weltbild, Augsburg 2000.